# ديريك كارير
ديريك كارير (بالإنجليزية: Derek Carrier) هو لاعب كرة قدم أمريكية أمريكي، ولد في 25 يوليو 1990 في إيدجيرتون في الولايات المتحدة.

## وصلات خارجية
- ديريك كارير على موقع مرجع كرة القدم المحترفة.كوم (الإنجليزية)